# آب‌انبار عبدل‌آباد
آب‌انبار عبدل آباد مربوط به دوره قاجار است و در ساوه، محله عبدل آباد واقع شده و این اثر در تاریخ ۲ مرداد ۱۳۸۷ با شمارهٔ ثبت ۲۳۱۱۳ به‌عنوان یکی از آثار ملی ایران به ثبت رسیده است.